# Sundo
Sundo (tzv. Kouk Sun Do v Koreji) je korejské taoistické umění založené na cvičení a meditaci, které se zaměřuje na osobní rozvoj na fyzické, duševní a duchovní úrovni. Praxí meditace, břišním dýcháním a setrváním v pozicích, praktikující kultivuje svou „Ki“ (vitální energie, která je známá jako Qi v čínštině), a rozvíjí flexibilitu, fyzické pohodlí, zdraví a vyrovnanost, Podobně jako indická jóga nebo čínský Qi Gong pochází Sundo z hor na území dnešní Koreje a jeho původ se datuje před tisíci lety. Zvlášnostní této techniky je výjimečná komplexnost a bohatost cvičení pro rozdílné úrovně praktikujících, což umožňuje plynulý rozvoj přizpůsobený tempu života moderního člověka.
Sundo (Hangul: 선도; Hanja: 仙道) by nemělo být zaměňováno se Sonmudo (Hangul: 선무도; Hanja: 禅 武 道). Ačkoli se jejich výslovnosti zdají podobná, první je taoistická zdravotní praxe založená na statických polohách a meditaci, zatímco druhá je buddhistické bojové umění založené na dynamických pohybech.

## Historie a vývoj

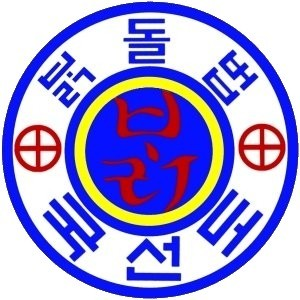
Původní znak Sundo

Sundo má velmi staré kořeny, které pocházejí ze starověké Koreje v severovýchodní Asii (legenda podle mistrů uvádí založení Sundo před více než 9800 lety, praxe je ale doložena a ověřena teprve od období tří království). Sundo bylo praktikováno po staletí pod jménem "horský taoismus" (San Saram), nedávno přijalo jméno Kouk Sun Do (nebo Kukson-do)☃l. Po sjednocení tří království (Koguryo, Silla a Paekche) podle Hwarangova řádu někteří praktikující Kouk Sun Do ustoupili do hor, aby svobodně procvičovali své umění a zajistili tak jeho trvání. Od té doby se praxe Kouk Sun Do tajně předávala mezi taoistickými mnichy v horách, od mistra k žákům, po celé generace. Až v roce 1967 mnich Chung Woon poslal svého žáka Be-Kyung učit Kouk Sun Do veřejně zbytek světa, .

### Be-Kyung / Chung San
Původní jméno Be-Kyung bylo Chung San (Modrá hora). Jako dítě, v pozdních čtyřicátých letech, se Chung-San setkal v horách s taoistickým mnichem Chung-Woon (Jasné mraky). Legenda říká, že Chung-Woon navrhl, že Chung-Sana naučí, jak rozbít kámen holými rukama, pokud bude souhlasit s tím, že jej bude následovat a stane se jeho žákem . Tak začal výcvik Chung-Sana v Kouk Sun Do – jeho učiteli se stali Chung-Woon a jeho mistr Moo-Woon (Bez mraků). V roce 1967, po dvaceti letech askeze a výcviku, požádal Chung-Woon Chung-Sana, aby opustil hory a rozšířil starou moudrost Kouk Sun Do po celém světě. Při této příležitosti byl Chung-San přejmenován svým mistrem na Be-Kyung (Tajná hranice). Be-Kyung v roce 1970 zakládá v Soulu první školu Kouk Sun Do. Zpočátku Be-Kyung učil všechny praktiky, které zdědil od mudrců: bojové umění (Su Sul) a vnitřní umění (Kouk Sun Do); pak se soustředil na vnitřní praxi, kterou považoval za nejdůležitější. Během tohoto období napsal dvě knihy, které jsou k dispozici pouze v korejštině: první, kde vypráví o svém poustevnickém životě s Chung-Woonem, a druhou, která obsahuje více informací o samotném Kouk Sun Do (dějiny, cíle, praxe). V roce 1983, poté, co se ujistil, že jeho absolventi mohou pokračovat v praxi umění Kouk Sun Do, Be-Kyung se v klidu vrátil ke svému životu taoistického mnicha v horách. Mezi dvanácti mistry vycvičenými Be-Kyungem je Hyunmoon Kim tím, který nejvíce šíří Sundo za hranice Koreje

### Hyunmoon Kim
V roce 1979, po několika letech tréninku pod vedením Be-Kyunga, představil Hyunmoon Kim Sundo na západě, obzvláště ve Spojených státech, Kanadě a v Evropě. Doktor filozofie, mistr Hyunmoon Kim spojuje prastarou moudrost předků s moderní západní psychologií, a učí principy Sundo s cílem osobního rozvoje za účelem zlepšení kvality života svých studentů. Je autorem knihy o taoismu a praktikách souvisejících s ním, nazvaných The Tao of Life . Otevřel Sundo školu v West Hartfordu, Connecticut, a provádí četné instruktážní výcviky v Barnete, Vermont . Mistr Kim rozděluje svůj čas mezi svou Sundo školu ve Spojených státech a výuku na univerzitě Hanseo v Jižní Koreji. Je také prezidentem Mezinárodního institutu pro kulturní výzkum taoismu Sundo (International Institute for Sundo-taoist Cultural Research, IISCR) v Tangjin v Jižní Koreji .
V Evropě se konají retreaty v České republice a v Rumunsku [nedostupný zdroj]

## Praxe Sundo
Sundo je technika, která stimuluje vnitřní energii (nazývaná "Ki" japonskými a korejskými, "Qi" nebo "Chi" čínskými), pomocí dýchacích cvičení, pozic a meditací. Takto získaná energie se využívá k vytvoření a udržení rovnováhy na úrovni fyzické, emocionální a duchovní.
Teoretický přístup Sundo je stejný jako u akupunktury. Tím, že působí na meridiány těla, dosahuje stavu uvolnění, vnitřního klidu, a také posiluje imunitní systém, čímž se harmonizuje tělo a mysl. Základní cvičení Sundo, přestože je velmi jemné, také zvyšuje flexibilitu a fyzickou pohodu, což praktikujícím umožňuje cítit se lépe ve svém těle. Následně, po pravidelném cvičení, praktikující přistupuje k praxi hluboké meditace, která dokončuje jeho vnitřní vývoj.

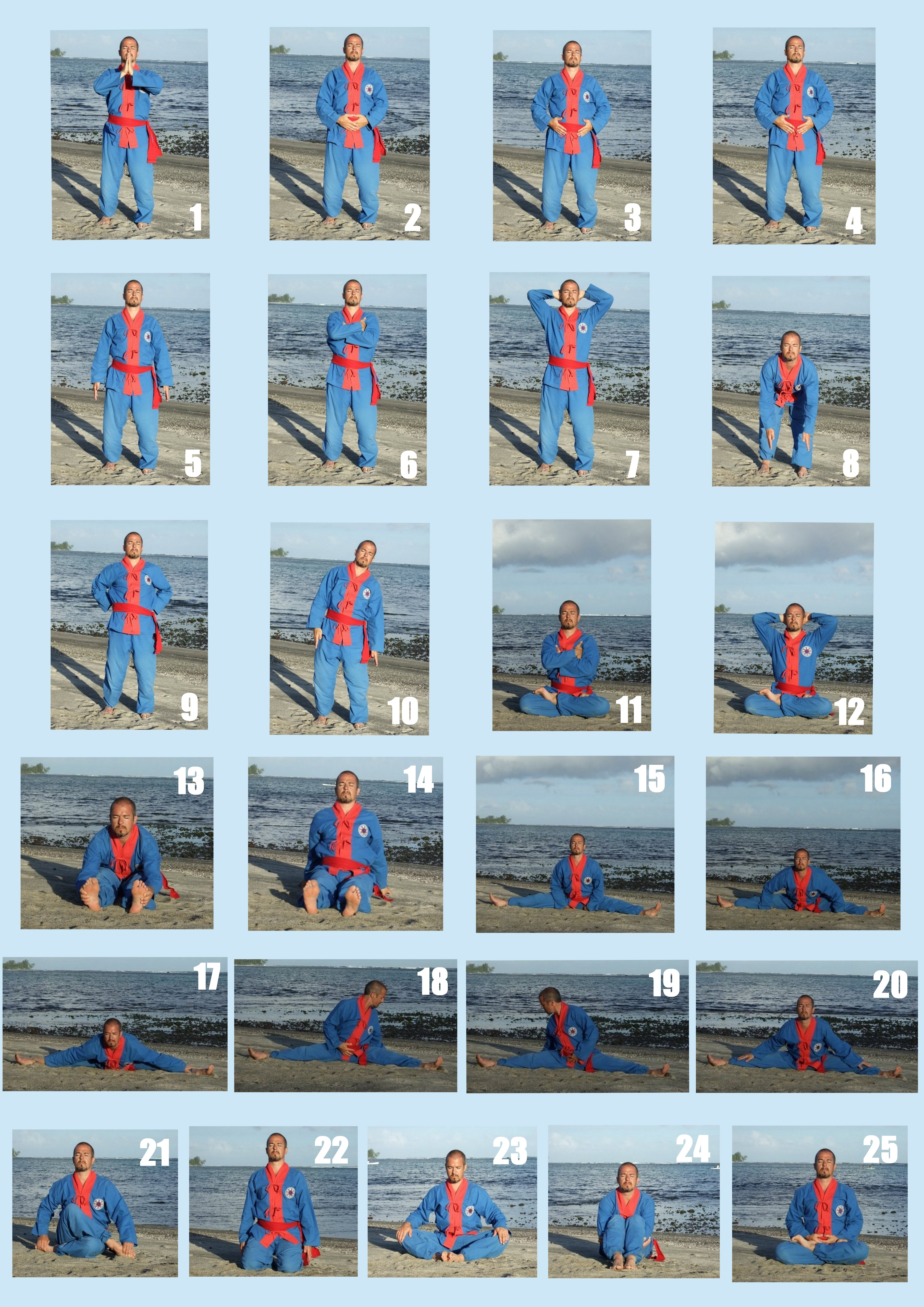
Pozice první úrovně Sundo

Praxe Sundo začíná zahřívací rozcvičkou (asi půl hodiny), které se skládá z protahování a automasáží. Účelem je uvolnit tělo a připravit ho na cvičení, která následují. Pak přichází "meditace" (jádro praxe), která trvá 40 minut, kdy praktikující stimuluje energii a své tělo tím, že setrvává v pozicích (25 pozic pro začátečníky, počet pozic se v postupujících úrovních zmenšuje) a praktikuje hluboké břišní dýchání nazývané "dantienové dýchání", jehož obtížnost se liší podle úrovně praxe. Praxe končí sérií protahování a rotací určených k tomu, aby napomáhaly cirkulaci energie přes meridiány ke všem vnitřním orgánům. Také tělo a svaly uvolňují ze všech bloků souvisejících se sedavým způsobem života. Tato třetí a poslední část zahrnuje také několik cvičení k posílení svalů., .
Je optimální, pokud se praxe Sundo provádí denně, nebo alespoň dva až tři krát týdně, pak je dosaženo výrazného zlepšení fyzického a duševního stavu. Praktikujícím se také doporučuje, aby se několikrát do roka účastnili retreatů organizovaných instruktory. Postup a vývoj v Sundo se provádí pomocí "tabulky pozic", které mají být provedeny v druhé části praxe. Změna tabulky vede pravidelně ke změně pásu, až do černého pásu, stejně jako u mnoha jiných korejských a japonských bojových umění.

### Postup
Sundo lze praktikovat ve všech věkových kategoriích, na všech úrovních, bez ohledu na počáteční fyzický stav. Studenti postupují v rostoucí obtížnosti pozvolna, vždy když jsou připraveni na další úroveň. Cvičení i praxe jsou bezpečné a mají dobře strukturovanou metodiku.
Postup se mění podle četnosti a kvality praxe. Po dosažení červeného pásu, může být cvičenci po splnění dalších podmínek udělen titul "Instruktor", dále "Senior Instructor" a "Učitel" (Sa Bom Nim). Existuje pět úrovní praxe v Sundo:
- Jung Ki Dan Boup – bílý pás, bílý a žlutý: 2 tabulky s 25 pozicemi
- Keon Gon Dan Boup – žlutý pás: "Sjednocení energie nebe a země" → 1 tabulka s 23 pozicemi
- Ki Dan Boup – červený pás, červený a modrý pásek: "Práce s původní energií vesmíru" → 3 x 10 tabulek s 12 pozicemi
- Chook Ki Dan Boup – šedý pásek: "Napájejte primární energii" → 1 tabulka s 5 pozicemi
- Jin Ki Dan Boup – černý pásek: "Práce s transformovanou energií, čistá" → jedna pozice